# Lactophrys bicaudalis
Lactophrys bicaudalis és una espècie de peix de la família dels ostràcids i de l'ordre dels tetraodontiformes.

## Morfologia
- Els mascles poden assolir 48 cm de longitud total.[2][3]

## Alimentació
Menja una àmplia varietat de petits invertebrats del fons marí (com ara musclos, crustacis -incloent-hi crancs-, estrelles de mar, eriçons de mar, cogombres de mar i tunicats) i algues.

## Hàbitat
És un peix marí, de clima subtropical i associat als esculls de corall que viu entre 3-50 m de fondària.

## Distribució geogràfica
Es troba a l'Atlàntic occidental (des de Florida, les Bahames i el sud del Golf de Mèxic fins al Brasil) i l'Atlàntic oriental (Illa de l'Ascensió).

## Observacions
- N'hi ha informes d'enverinament per ciguatera.[20]
- Les seues toxines poden matar altres peixos.[21]